# ميريل جي. بيرلنغيم
ميريل جي. بيرلنغيم (بالإنجليزية: Merrill G. Burlingame)‏ هو مؤرخ أمريكي، ولد في 13 مارس 1901 في بون في الولايات المتحدة، وتوفي في 14 نوفمبر 1994 في بوزيمان في الولايات المتحدة.